# Svenska kyrkans arbetsgivarorganisation
Svenska kyrkans arbetsgivarorganisation är en arbetsgivar- och serviceorganisation för församlingar, stift och den nationella nivån inom Svenska kyrkan. Organisationen har hand om de centrala avtalsförhandlingarna samt lämnar service och rådgivning avseende personal- och utvecklingsfrågor, ekonomi, juridik, fastighets- och begravningsverksamhet med mera till sina medlemsorganisationer.
Organisationen utger medlemsmagasinet Ducatus, som utkommer med fyra nummer per år i en upplaga på 4 400 exemplar (2024).
2022 slöt Svenska kyrkans arbetsgivarorganisation ett samarbetsavtal under namnet Oberoende arbetsgivarorganisationers samverkan (OAS) tillsammans med  Arbetsgivaralliansen, Bankinstitutens arbetsgivareorganisation (BAO), Fastigo, Fremia, Svensk Industriförening, och Svensk Scenkonst.

## Namnet
Organisationen hette fram till 1999 Svenska kyrkans församlings- och pastoratsförbund. Från 1999 till 2010 hette den Svenska kyrkans församlingsförbund, motiverat av att arbetsgivaruppgifterna var den dominerande verksamheten. Sedan 2010 heter organisationen Svenska kyrkans arbetsgivarorganisation.

## Ordförande
- 2007–         Jösta Claeson, Stockholm stift
- 2024-          Birgitta Wrede Strängnäs stift

## Verkställande direktör
- 1979–1984 Sture Johansson.[2]
- 2003–2010 Torbjörn Zygmunt
- 2010–2019 Helen Källholm
- 2019–     Birgitta Ödmark

## Styrelsen
Styrelsen består sedan sommaren 2024 av:
- Birgitta Wrede, Strängnäs stift, 1:e vice ordförande
- Stig-Göran Fransson, Växjö stift, 2:e vice ordförande
- Marcus Andersson, Skara stift, ledamot
- Anders Brunnstedt, Västerås stift, ledamot
- Britt Carlsson, Härnösands stift, ledamot
- Sven Ingvar Holmgren, Uppsala stift, ledamot
- Bengt Kihlström, Karlstad stift, ledamot
- Hannah-Karin Linck, Uppsala stift, ledamot
- Tomas Rosenlundh, Göteborgs stift, ledamot